# Харрисон, Лиза
Лиза Харрисон (англ. Lisa Harrison; родилась 2 января 1971 года в Луисвилле, штат Кентукки, США) — американская профессиональная баскетболистка, выступавшая в женской национальной баскетбольной ассоциации. Была выбрана на драфте ВНБА 1999 года в третьем раунде под тридцать четвёртым номером клубом «Финикс Меркури». Играла на позиции лёгкого форварда. Ещё будучи действующим игроком вошла в тренерский штаб «Финикс Меркури», в котором проработала всего один год.

## Ранние годы
Лиза Харрисон родилась 2 января 1971 года в городе Луисвилл (Кентукки), а училась там же в Южной средней школе, в которой играла за местную баскетбольную команду.